# Theatersommer Haag
Der Theatersommer Haag ist eine Open-Air-Veranstaltung am Hauptplatz der Stadt Haag (Niederösterreich).
Der Theatersommer ist Teil des Theaterfests Niederösterreich. Seit dem Jahr 2000 wird der Theatersommer in den Sommermonaten Juli und August jährlich von etwa 14.500 Theaterinteressierten besucht.

## Entstehungsgeschichte
Der Theatersommer Haag wurde unter der Federführung von Geschäftsführer Kurt Reitzinger, Elke M. Hinterholzer und dem ersten Intendanten Serge Falck  im Sommer 2000 in der niederösterreichischen Stadt Haag von einem engagierten jungen Team realisiert.
Mit dem Haager Theaterkeller, einer Kleinkunstbühne mit 100 Sitzplätzen, den der Kulturverein (KIM) nach einer Idee vom damaligen Obmann Kurt Reitzinger 1995 in einem 200 Jahre alten Gewölbekeller im Zentrum von Stadt Haag errichten konnte, wurde die Grundlage geschaffen, fünf Jahre später auf dem Hauptplatz von Haag ein professionelles Theaterfestival zu etablieren.
Mit einer temporären, spektakulären Tribüne, die vom Architekten-Team noncon:form entworfen wurde, hatte im Sommer 2000 das Stück „Der Diener zweier Herren“ Premiere. Als Trägerorganisation wurde die HaagKultur GmbH ins Leben gerufen.
Adi Hirschal konnte von 2003 bis 2008 für die Intendanz gewonnen werden. Danach hatte von 2009 bis 2013 Gregor Bloéb die künstlerische Leitung inne.
Die Geschäftsführung wurde nach zehnjähriger Amtszeit im Jahr 2010 von Kurt Reitzinger an Karola Sakotnik übergeben, die den Theatersommer ein Jahr lang leitete. Gottfried Schwaiger übernahm im Jahr 2011 die Geschäftsführung bis 2013.
Ab 2014 führten Christoph Wagner-Trenkwitz als Intendant und Maria Reitzinger als Geschäftsführerin den Theatersommer Haag. Im September 2016 folgte Christian Dolezal Wagner-Trenkwitz als Intendant nach.
Die für 2020 geplante Aufführung von Nestroys Der Zerrissene wurde aufgrund der COVID-19-Pandemie auf 2021 verschoben.

## Das Programm
- 2000: Der Diener zweier Herren von Carlo Goldoni
- 2001: Figaros tollster Tag von Pierre Augustin Caron de Beaumarchais
- 2002: Shakespeares sämtliche Werke (leicht gekürzt) von Adam Long, Daniel Singer und Jess Winfield
- 2003: Amadeus von Peter Shaffer
- 2004: Der eingebildete Kranke von Molière
- 2005: Die drei Musketiere von Alexandre Dumas
- 2006: Reise durch den Mittelpunkt der Erde von Jules Verne
- 2007: In 80 Tagen um die Welt von Jules Verne
- 2008: Das Gespenst von Canterville von Oscar Wilde
- 2009: Cyrano von Bergerac von Edmond Rostand
- 2010: Der nackte Wahnsinn von Michael Frayn
- 2011: Ein Sommernachtstraum von William Shakespeare
- 2012: Der zerbrochne Krug von Heinrich von Kleist
- 2013: Jägerstätter von Felix Mitterer
- 2014: Zerbinettas Befreiung von Fritz von Herzmanovsky-Orlando
- 2015: Reset – Alles auf Anfang von Michael Niavarani und Roman Frankl
- 2016: Ein seltsames Paar von Neil Simon
- 2017: Don Quijote von Nicolaus Hagg nach Miguel de Cervantes
- 2018: Was ihr wollt von William Shakespeare
- 2019: Maß für Maß frei nach William Shakespeare
- 2020: aufgrund der COVID-19-Pandemie abgesagt[3][4]
- 2021: Der Zerrissene von Johann Nestroy[5]
- 2022: Wie es euch gefällt gefällt von William Shakespeare

## Die Tribüne
Die Tribüne wurde von der Architektengruppe noncon:form entworfen. Die preisgekrönte Konstruktion dieses Theaterbauwerkes wurde 2003 im Zuge der internationalen Theaterarchitektur-Ausstellung (Pinakothek der Moderne) als eine der 40 bedeutendsten und experimentellsten Theaterbauwerke der Welt – von der Antike bis zur Gegenwart – ausgestellt.